# Julio Cruz (Fußballspieler, 1974)
Julio Ricardo Cruz (* 10. Oktober 1974 in Santiago del Estero) ist ein ehemaliger argentinischer Fußballspieler auf der Position eines Stürmers. In seiner Karriere spielte er einige Jahre in Argentinien und kam über Feyenoord Rotterdam nach Italien, wo er für den FC Bologna, Inter Mailand und zuletzt Lazio Rom spielte.

## Karriere

### Im Verein

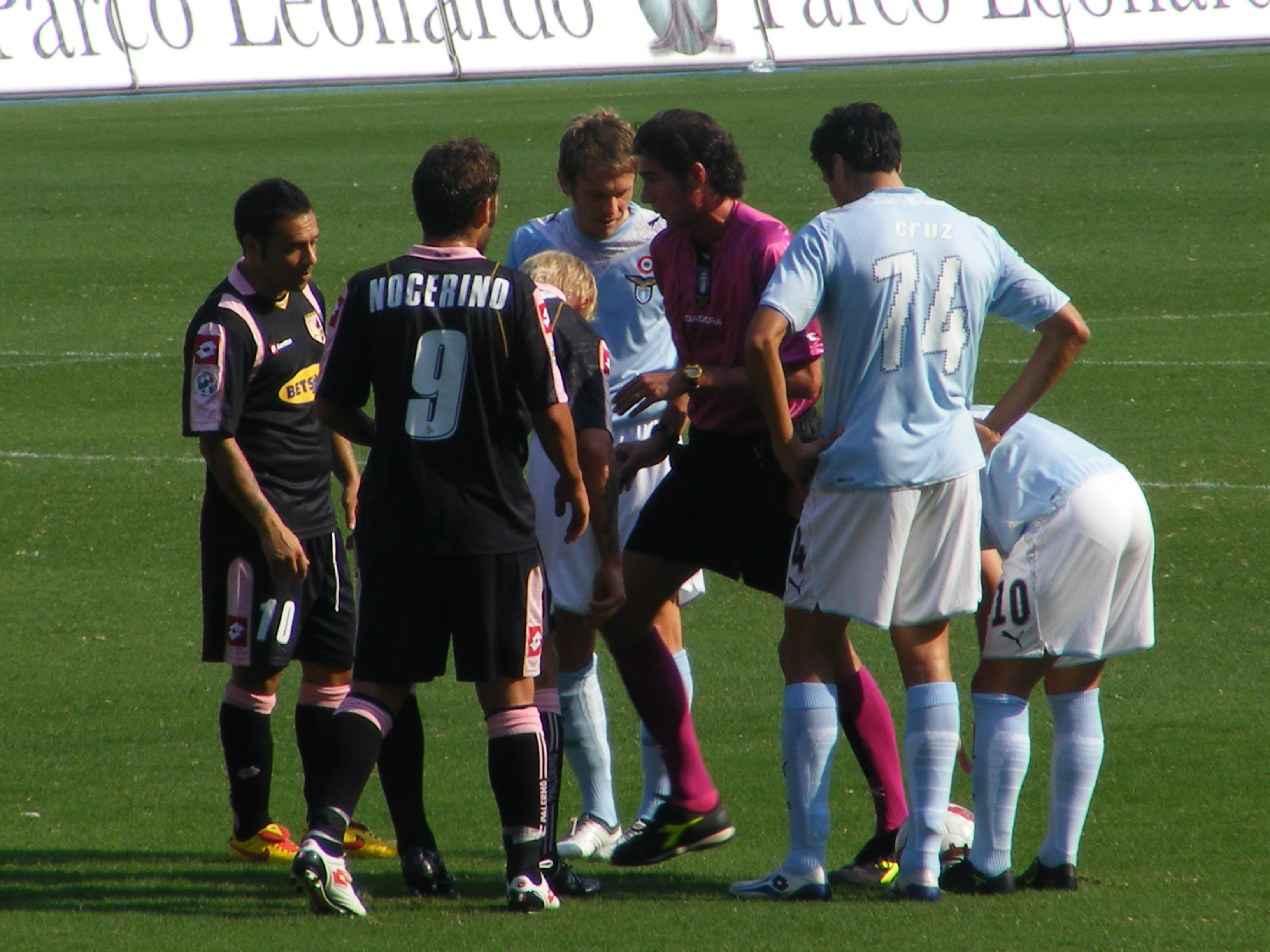
Julio Cruz (Nr. 74) im Trikot von Lazio Rom gegen die US Palermo (2009)

Cruz begann 1993 seine Laufbahn als Fußballprofi in der ersten Liga Argentiniens bei Club Atlético Banfield, nach einem kurzen Zwischenspiel 1996/97 bei River Plate wechselte er nach Europa.
Sein erster europäischer Verein war 1997 bis 2000 Feyenoord Rotterdam in den niederländischen Ehrendivision, dort erzielte er in 87 Liga-Spielen 44 Tore. In der Saison 1998/99 gewann er mit Feyenoord jeweils die niederländische Meisterschaft und den Johan-Cruyff-Schaal.
Seit 2000 spielt er in Italien; zuerst drei Jahre für den FC Bologna und seit 2003 bei Inter Mailand. Beim Achtelfinalrückspiel der Champions League Saison 2006/07 gegen den FC Valencia kam es nach Schlusspfiff zu Rangeleien auf dem Platz. Die Tumulte hatten begonnen, nachdem Valencias Kapitän Carlos Marchena im Anschluss an ein Wortgefecht Nicolás Burdisso übel getreten hatte. Fast alle Spieler wurden daraufhin am Mittelkreis in Handgreiflichkeiten verwickelt, darunter auch Cruz. Daraufhin wurde der Argentinier für 2 Spiele von der UEFA gesperrt.
In der Saison 2007/08 gewann er mit Inter Mailand, zum dritten Mal in Folge, die italienische Meisterschaft. Er erzielte in insgesamt 28 Spielen 13 Treffer und war maßgeblich am Titelgewinn der Nerazzuri beteiligt.
Am 10. Juni 2009 gab Inter Mailand Präsident Massimo Moratti bekannt, dass der auslaufende Vertrag von Cruz nicht verlängert wird. Daraufhin unterschrieb er einen Einjahresvertrag, mit Option auf ein weiteres Jahr, bei Lazio Rom.

### In der Nationalmannschaft
Cruz gab am 2. Februar 1997 beim 2:1-Sieg gegen Bolivien sein Debüt in der argentinischen Nationalmannschaft. Nach einer ausgezeichneten Saison 1998/99 bei Feyenoord kehrte er im Juni 1999 nach fast zwei Jahren in die argentinische Nationalelf zurück. Anschließend verhinderte allerdings eine Oberschenkel-Verletzung in letzter Minute seine Teilnahme an der Copa América 1999. Dafür war er Teil des argentinischen Kaders bei der Weltmeisterschaft 2006 in Deutschland. Nach dem Ausscheiden im Elfmeterschießen gegen Deutschland geriet er in ein handgreifliches Getümmel und erhielt dabei einen Faustschlag durch Torsten Frings.

## Erfolge
Als Nationalspieler
- Silbermedaille beim olympischen Fußballturnier: 1996

Mit seinen Vereinen
- Argentinischer Meister: 1996 (Torneo Apertura), 1997 (Torneo Clausura)
- Niederländischer Meister: 1999
- Johan-Cruyff-Schale: 1999
- Italienischer Supercupsieger: 2005, 2006, 2008, 2009
- Italienischer Pokalsieger: 2005, 2006
- Italienischer Meister: 2006*, 2007, 2008, 2009
- Torschützenkönig der Coppa Italia: 2008

* zuerkannt infolge des italienischen Fußball-Skandals 2005/2006